# St.-Antonius-Kirche (Bispingen)

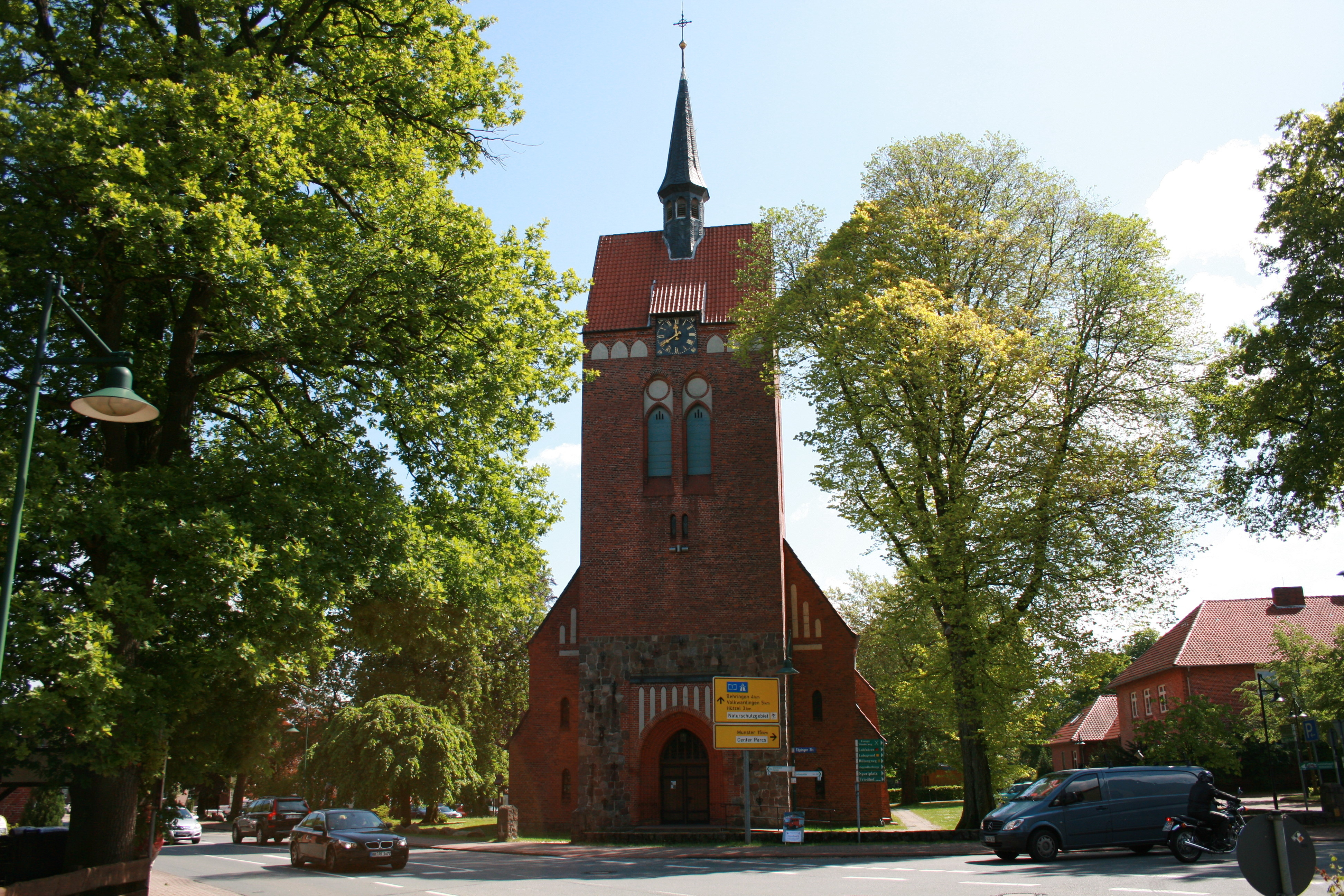
St. Antonius-Kirche

Die St.-Antonius-Kirche ist die evangelisch-lutherische Kirche in Bispingen.
Ihr Bau wurde 1899 vom Gemeindevorstand beschlossen, die Grundsteinlegung erfolgte neun Jahre später und am 8. November 1908 die Fertigstellung der 107.000 Mark teuren neogotischen Kirche, die von Eduard Wendebourg entworfen und gebaut wurde.
Für den Sockel und die Vermauerung des Turmes wurden Feldsteine aus der Umgebung verwendet, für den restlichen Aufbau ca. eine Million Ziegelsteine aus der Ziegelei in Brackel.
Die Kanzel, das Altarbild und das Taufbecken aus dem Jahre 1406 stammen aus der Ole Kerk.